# Lindholm (Stege Bugt)
Lindholm är en ö i Danmark. Den ligger i Stege Bugt i Region Själland, i den sydöstra delen av landet, 80 km söder om Köpenhamn.
Lindholm har sedan 1926 varit säte för veterinärmedicinsk forskning.
Kor och grisar som misstänktes vara allvarligt sjuka fraktades till ön med färjan Virus eller   M/F Ulvsund för undersökning och avlivning. Anläggningen, som drevs av Danmarks Tekniske Universitet (DTU) till 2018, arbetade med diagnos och forskning kring virus som skulle kunna skada produktionen av husdjur i Danmark såsom mul- och klövsjuka, svinpest, rabies och eventuella importerade sjukdomar. Forskningen har flyttats till bland andra DTU och
Köpenhamns universitet.
Linholm har föreslagits som  förvaringsplats för personer som har dömts till utvisning ur Danmark. Förslaget var omstritt och planerna stoppades hösten 2019.